# 레이로
레이로(스페인어: Leiro)는 스페인 북서부 갈리시아 지역의 오우렌세도의 지방자치체이다. 